# Aldonata
Aldonata — рід грибів родини Parmulariaceae. Назва вперше опублікована 1989 року.

## Класифікація
До роду Aldonata відносять 1 вид:
- Aldonata pterocarpi